# Lista över fornlämningar i Enköpings kommun (Fittja)
Lista över fornlämningar i Enköpings kommun (Fittja) är en förteckning av ett urval av de fornlämningar som finns i Fittja i Enköpings kommun.
| Namn                  | Lämningstyp                 | Tillkomsttid | Historisk indelning | Plats | Läge                 | ID-nr          | Bild                                 |
| --------------------- | --------------------------- | ------------ | ------------------- | ----- | -------------------- | -------------- | ------------------------------------ |
| Fittja 1:1            | Runristning                 |              | Fittja, Uppland     |       | 59.715566, 17.442011 | 10022300010001 | Ladda upp en bild av detta fornminne |
| Fittja 3:1            | Gravfält                    |              | Fittja, Uppland     |       | 59.722961, 17.405806 | 10022300030001 | Ladda upp en bild av detta fornminne |
| Döbacken (Fittja 4:1) | Gravfält                    |              | Fittja, Uppland     |       | 59.708409, 17.412445 | 10022300040001 | Ladda upp en bild av detta fornminne |
| Fittja 5:1            | Gravfält                    |              | Fittja, Uppland     |       | 59.707978, 17.411121 | 10022300050001 | Ladda upp en bild av detta fornminne |
| Fittja 6:1            | Gravfält                    |              | Fittja, Uppland     |       | 59.706546, 17.408735 | 10022300060001 | Ladda upp en bild av detta fornminne |
| Fittja 7:1            | Hällristning                |              | Fittja, Uppland     |       | 59.712593, 17.408317 | 10022300070001 | Ladda upp en bild av detta fornminne |
| Fittja 7:2            | Hällristning                |              | Fittja, Uppland     |       | 59.712467, 17.408506 | 10022300070002 | Ladda upp en bild av detta fornminne |
| Fittja 8:1            | Grav markerad av sten/block |              | Fittja, Uppland     |       | 59.705121, 17.410907 | 10022300080001 | Ladda upp en bild av detta fornminne |
| Fittja 9:1            | Gravfält                    |              | Fittja, Uppland     |       | 59.704812, 17.411313 | 10022300090001 | Ladda upp en bild av detta fornminne |
| Fittja 10:1           | Gravfält                    |              | Fittja, Uppland     |       | 59.704378, 17.410713 | 10022300100001 | Ladda upp en bild av detta fornminne |
| Fittja 15:1           | Gravfält                    |              | Fittja, Uppland     |       | 59.706437, 17.397290 | 10022300150001 | Ladda upp en bild av detta fornminne |
| Fittja 16:1           | Gravfält                    |              | Fittja, Uppland     |       | 59.721831, 17.405972 | 10022300160001 | Ladda upp en bild av detta fornminne |
| Fittja 18:1           | Stensättning                |              | Fittja, Uppland     |       | 59.725021, 17.399384 | 10022300180001 | Ladda upp en bild av detta fornminne |
| Fittja 19:1           | Hällristning                |              | Fittja, Uppland     |       | 59.711889, 17.408628 | 10022300190001 | Ladda upp en bild av detta fornminne |
| Fittja 27:1           | Grav markerad av sten/block |              | Fittja, Uppland     |       | 59.698509, 17.428264 | 10022300270001 | Ladda upp en bild av detta fornminne |
| Fittja 34:1           | Stensättning                |              | Fittja, Uppland     |       | 59.707645, 17.397721 | 10022300340001 | Ladda upp en bild av detta fornminne |